# Demografischer Wandel in Deutschland
Als demografischer Wandel in Deutschland werden zusammenfassend verschiedene Veränderungen und Tendenzen der Bevölkerungsentwicklung bezeichnet. Der Begriff wird häufig deckungsgleich mit dem Begriff des demografischen Übergangs verwendet.
Die Veränderungen betreffen
- die Altersstruktur der Bevölkerung,
- das quantitative Verhältnis von Männern und Frauen,
- die Anteile von Menschen mit und ohne Staatsbürgerschaft sowie Eingebürgerten in der Bevölkerung,
- die Entwicklung der Geburten- und Sterbezahlen,
- Zuzüge und Fortzüge.

Die Auswirkungen auf die einzelnen Bundesländer und auf die Kommunen sind unterschiedlich.

## Faktoren

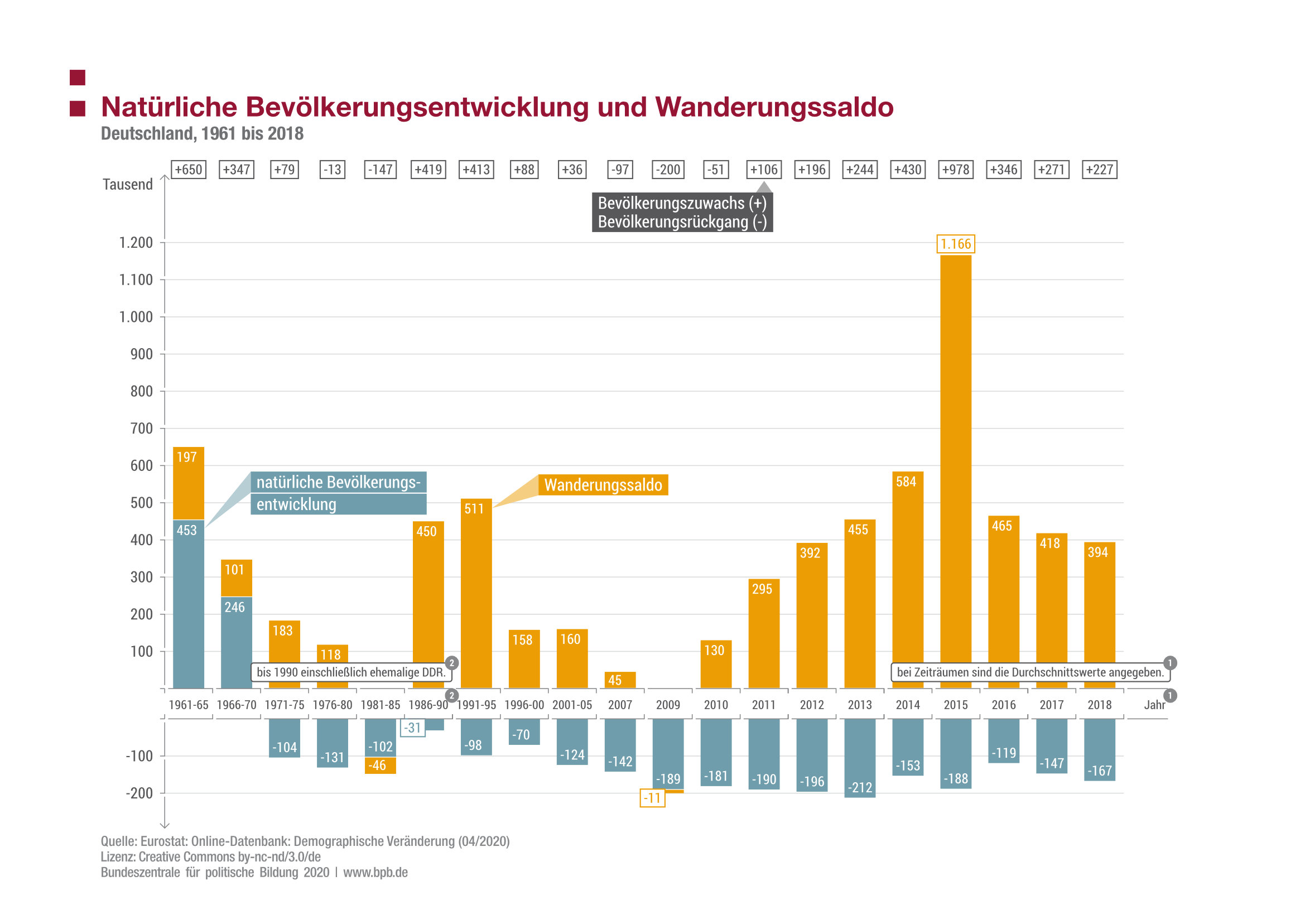
Tabelle Bevölkerungsentwicklung und Wanderungssaldo. Quelle: Eurostat: Online-Datenbank: Demographische Veränderung (04/2020). Lizenz: cc by-nc-nd/3.0/de/.

- In Deutschland ist die Alterungsstruktur dadurch gekennzeichnet, dass seit 1973 die Sterberate (Mortalität) höher ist als die Geburtenrate[2] (siehe auch demografischer Übergang).
- Durch die höhere Lebenserwartung der Bevölkerung und gleichzeitig rückläufige Geburtenrate steigt der Anteil älterer Menschen gegenüber dem Anteil jüngerer (siehe auch Altersstruktur in Deutschland).
- Der Anteil von Mehrkindfamilien (drei und mehr Kinder) ist deutlich zurückgegangen. Dies erklärt 68 % des gesamten Geburtenrückgangs. Insgesamt 26 % lassen sich auf die gestiegene Kinderlosigkeit zurückführen.
- Die Rate von Zuzügen durch Migration ist in den letzten zwei Jahrzehnten zwar ständig gefallen, aber weiterhin positiv. Nach der 2011 eingeführten Freizügigkeit auf dem Arbeitsmarkt für Arbeitnehmer aus den neu zur Europäischen Union hinzugetretenen Staaten wird ein durchschnittlicher jährlicher Wanderungssaldo zwischen 147.000 und 311.000 Menschen bis 2060 erwartet. Die nach Deutschland zuziehenden ausländischen Personen sind im Durchschnitt jünger als die Fortziehenden. Daraus ergibt sich für die in Deutschland verbleibende Bevölkerung ein „Verjüngungseffekt“, der aber die Alterung der Gesamtbevölkerung insgesamt nicht aufhebt.[3] In die 15. koordinierte Bevölkerungsvorausberechnung, Annahmen und Ergebnisse werden als einschneidende Veränderungen die Covid-19-Pandemie und die russische Invasion in der Ukraine am 24. Februar 2022 einbezogen.[4]
- Auswanderung. Absolut – also losgelöst von der Frage der Staatsbürgerschaft – waren im Jahre 2009 734.000 Menschen aus Deutschland ausgewandert. Im gleichen Zeitraum waren 721.000 nach Deutschland migriert. Davon waren 606.000 nicht deutscher Staatsbürgerschaft.[5]

## Auswirkungen
Die Auswirkungen des demografischen Wandels stellen Gesetzgeber, Kommunen, Wohlfahrtseinrichtungen, Wirtschaft und Bürger vor neue Aufgaben. Beispielsweise müssen (Vor-)Schulen, insbesondere Grundschulen, zusammengeschlossen werden, wenn die Bildungsinvestition pro Schüler sich nicht erhöhen soll. Darüber hinaus führt der immer größer werdende Anteil älterer Menschen dazu, dass die Mobilität für diese gewährleistet werden muss. Ebenfalls muss für die Pflege gesorgt werden. Dies kann beispielsweise auch über den Umbau alter Staatseinrichtungen zu Altersheimen und/oder „betreutem Wohnen“ unterstützt werden.

### Altersvorsorge
Die gesetzliche Rentenversicherung für Arbeiter und Angestellte in Deutschland ist prinzipiell nach dem Umlageverfahren organisiert. Die mit dem Alter verbundenen Kosten werden aber auch durch staatliche Zuschüsse zur Rentenversicherung, durch Betriebsrenten und private Vorsorgemaßnahmen gedeckt. Die demografische Entwicklung mit der sogenannten Überalterung bzw. Unterjüngung führt bei gleichbleibendem Renteneintrittsalter dazu, dass eine wachsende Zahl von Rentenempfängern einer abnehmenden Zahl von Beitragszahlern der gesetzlichen Rentenversicherung gegenübersteht, wenn nicht die Zahl der versicherungspflichtig Beschäftigten innerhalb der Grundgesamtheit der erwerbsfähigen Bevölkerung erhöht wird. Auf dieser Grundlage wird von Reformern der Altersvorsorge gefordert, das Renteneintrittsalter anzuheben, Renten zu kürzen und vermehrte private Vorsorge etwa über Privatversicherungen und Aktien zu betreiben, um einer drohenden Rentenlücke vorzubeugen.
Die Zahl der versicherungspflichtig Erwerbstätigen und die Höhe ihrer gesamten Beitragsleistung ist jedoch keine nur allein von der Bevölkerungsentwicklung abhängige Größe. Daher kritisieren besonders die Gewerkschaften, aber auch einzelne Wissenschaftler wie Gerd Bosbach oder politische Publizisten wie Albrecht Müller politische Konzepte, die lediglich den Faktor der demografischen Entwicklung in den Vordergrund stellen und alle anderen ausblenden. Diese Konzepte dienten nach Ansicht der Kritiker in erster Linie der Entlastung der Arbeitgeber.
Die Kritiker der „Dramatisierung der demographischen Entwicklung“ stellen dar, dass die Zahl der versicherungspflichtig Beschäftigten bzw. die für die Rentenhöhe entscheidende Beitragsleistung auch durch Anstieg der Vollerwerbstätigen oder der Erwerbstätigen überhaupt erhöht werden kann. Dafür spielen außer einer Anhebung des Rentenalters folgende Faktoren eine Rolle:
- die verstärkte (Voll-)Erwerbstätigkeit von Frauen und unterbeschäftigten Männern
- den Abbau von Arbeitslosigkeit,
- die Mobilisierung der Stillen Reserve
- den früheren Beginn der Erwerbstätigkeit,
- den Einschluss von Beamten und Selbständigen in die Gruppe der Beitragszahler
- die Integration von Einwanderern in den Arbeitsmarkt

Die Erhöhung der Beitragsleistung ist außer durch Erhöhung des Beitragssatzes möglich durch
- den Ausschluss der Finanzierung nicht beitragsbezogener Fremdleistungen
- die Erhöhung der anteiligen Versicherungsbeiträge durch Anstieg der Brutto-Einkommen parallel zur Produktivitätsentwicklung und dem Wirtschaftswachstum
- die Erhöhung der anteiligen Versicherungsbeiträge durch mehr Festanstellungen, Vollzeitverträge, weniger Scheinselbständige, weniger prekäre Beschäftigung und mehr Normalarbeitsverhältnisse.[8]

Außerdem bewirkt der Rückgang der Zahl von Kindern und Jugendlichen nach Darstellung Gerd Bosbachs auch eine Kosteneinsparung, denn in einer Bevölkerung mit hohem Anteil an Kindern und Jugendlichen müssen auch für diese hohe Aufwendungen getätigt werden, die bei Unterjüngung tendenziell geringer werden. Die Belastung der Erwerbstätigen liegt nicht nur in der Altersversorgung, sondern auch in der Versorgung von Kindern, Jugendlichen und jungen Erwachsenen in Schule, Ausbildung und Studium. Bei der Betrachtung der Belastung müssen alle Bereiche einbezogen werden, nicht nur die Altersversorgung.
Die Tatsache, dass versicherungspflichtige Erwerbstätige eine steigende Zahl nicht erwerbstätiger Menschen mit Rentenanspruch mitversorgen müssen, ist kein neues Phänomen:
- Von 1900 bis 1990 verdreifachte sich der Bevölkerungsanteil der über 65-Jährigen stetig von 4,9 auf 14,9 %,
- während sich der Anteil der unter 20-Jährigen halbierte.
- Die Lebenserwartung stieg dabei von 45 Jahren bei Männern auf 76 im Jahre 2002,
- das Renteneintrittsalter sank von 70 auf 65 Jahre (ab 1911).
- Die Zahl der Erwerbstätigen verdoppelte sich zwischen 1955 und 2014 durch erhöhte Erwerbstätigkeit von Frauen und wachsende prekäre Beschäftigung.[9]
- Das BIP verdreifachte sich real von 1960 bis 2005.
- Die gesamtwirtschaftliche Arbeitsproduktivität je Erwerbstätigen stieg nach Angaben des statistischen Bundesamts in Deutschland von 1991 bis 2011 um 22,7 %. Die Arbeitsproduktivität je Erwerbstätigenstunde ist um 34,48 % gestiegen. Dies spiegelt die gleichzeitige Verringerung der je Erwerbstätigen durchschnittlich geleisteten Arbeitsstunden um 7,5 % wider.[10]

Diese extremen Veränderungen wurden ohne Änderung des Rentenversicherungssystems bewältigt, dabei wurde sogar noch die Rente dynamisch an die Einkommenssteigerung angepasst und die Rentenansprüche aller Beschäftigten der ehemaligen DDR und der zugewanderten Aussiedler und Spätaussiedler übernommen (Fremdrentengesetz).
Außerdem wird von Kritikern darauf hingewiesen, dass über lange Zeiträume niemals Prognosen möglich waren.
Die negative Prognose impliziere außerdem, dass alle derzeitigen und alle möglichen familienpolitischen Maßnahmen zur Steigerung der Geburtenzahl oder alle Maßnahmen zur Integration von Immigranten von vornherein zum Scheitern verurteilt seien. Dies wären Voraussetzungen, die jedoch nicht thematisiert, kritisch reflektiert und auch nicht begründet würden. Was das generative Verhalten betreffe, zeige das Beispiel Frankreichs mit seinem deutlichen Anstieg der Geburtenquote, dass Begründungen niedriger Geburtenzahlen allein aus der Modernität der Gesellschaft nicht stichhaltig seien. Entscheidend seien unter anderem die Sicherheit des Arbeitsplatzes, ein Normalarbeitsverhältnis und ein kinderfreundliches gesellschaftliches Umfeld, das Familienleben und Kinder hoch bewerte.
2016 wurde die Kritik an den „Demografie-Mythen“ auch von Thomas Straubhaar dargestellt, wobei er besonders die seiner Auffassung nach irrigen Vorstellungen von Facharbeitermangel, Kinderarmut und Immigrationsvorteilen kritisiert.

### Gesundheitswesen
Wie bei der Rentenversicherung werden sich im jetzigen (Stand 2020) deutschen Gesundheitswesen die demografischen Veränderungen voraussichtlich negativ bemerkbar machen. Dies gilt einerseits für die Pflegeversicherung, die sich auf eine zunehmende Zahl hochbetagter, pflegebedürftiger Menschen einstellen muss bei gleichzeitig sinkender Anzahl von Arbeitnehmern, die in der Pflege tätig sind. Andererseits werden auch die Ausgaben der Krankenversicherung erheblich steigen, denn die Krankheitskosten pro Kopf liegen bei einem Menschen jenseits des erwerbsfähigen Alters um ein Mehrfaches über jenen eines durchschnittlichen Jugendlichen oder Erwerbstätigen. Die Problematik der Kranken- und Pflegeversicherung entspricht damit im Grundsatz derjenigen der Rentenversicherung.
Die ärztliche Unterversorgung in ländlichen Gegenden dürfte sich verstärken, da bis 2021 42 % der Hausärzte in den Ruhestand gehen und junge Ärzte eine Praxis in der Stadt bevorzugen.

### Immobilienpreise
Der Finanzmathematiker Andreas Beck vermutet, dass durch den demografischen Wandel ab 2025 insgesamt mehr Immobilien auf den Markt kommen und gleichzeitig die Nachfrage nachlassen wird.
Gleichzeitig kann man weiterhin davon ausgehen, dass sich der demografische Wandel in Deutschland sehr unterschiedlich auf die Immobilienpreise auswirken wird. Nicht nur jüngere Generationen zieht es weiterhin verstärkt in die urbanen Zentren, wodurch dort die Preise für den Immobilienkauf sowie Mieten deutlich steigen.
Gleichzeitig werden die immobilienstarken Jahrgänge der Baby-Boomer im Alter voraussichtlich die eigens genutzte Wohnfläche reduzieren, wodurch sich gerade in ländlichen Regionen und Kleinstädten das Immobilienangebot an größeren Immobilien erhöhen und zu einem Preisverfall führen könnte.

### Staatliche Infrastruktur
Der demografische Wandel kann dazu führen, dass die staatliche Infrastruktur der geänderten Nachfrage angepasst wird. Im Bereich der Kindergärten und Schulen ist bereits heute ein Rückgang der Schülerzahlen deutlich. Kleinere Klassen führen auf längere Sicht zum Bedarf, Schulen und Kindergärten zu verkleinern und zusammenzulegen, andererseits ergeben sich dadurch höhere Kosten für weniger Steuerzahler.
Umgekehrt besteht der Bedarf an zusätzlichen Einrichtungen und Kapazitäten in der Altenarbeit und Altenpflege.
Städtebaulich ergibt sich aus sinkenden Einwohnerzahlen in den betroffenen Regionen die Notwendigkeit der Verringerung des Neubaus von Immobilien und des Rückbaus von Ortsteilen oder der Aufgabe ganzer Siedlungen.

### Wirtschaft
Das Wachstum der Bevölkerung ist ein wesentlicher Treiber des Wirtschaftswachstums. Daher führt eine Reduzierung der Bevölkerung zu geringeren Raten des Wirtschaftswachstums. Dies betrifft sowohl die absoluten Zahlen als auch das Bruttoinlandsprodukt (BIP) pro Kopf. Eine 2019 veröffentlichte Untersuchung des Instituts für Wirtschaftsforschung Wien (WIFO) im Auftrag der Bertelsmann Stiftung geht bis 2040 von einer Dämpfung des Pro-Kopf-Einkommens in Höhe von 3.700 Euro aus.
Das Kaufverhalten wird in großem Maße durch das Alter der Konsumenten bestimmt. Eine wachsende Anzahl von älteren Konsumenten verschiebt das Kaufverhalten in Richtung von Produkten und Dienstleistungen, die für diese Gruppe interessant sind. Für die Jahre nach 2020 wird die Generation der Baby-Boomer in den Ruhestand treten und das Kauf- und Reiseverhalten bestimmen.

### Arbeitswelt
In den nächsten Dekaden wird die Bevölkerung im erwerbsfähigen Alter nicht nur altern, sondern zunehmend auch schrumpfen. Die zukünftige Entwicklung der Arbeitswelt wird bestimmt durch folgende Merkmale:
- „traditionell“ durch das Ausscheiden von Mitarbeitern, was damit verbunden den Verlust von Know-how-Potenzial des Unternehmens bedeutet
- durch die Verlängerung von Verweilzeit in der Arbeitswelt für Erwerbstätige, z. B. durch Erhöhung des gesetzlichen Rentenalters oder durch Veränderungen in den Erwerbsbiografien bei Frauen
- Die Automatisierung von (zunächst vor allem körperlichen) Arbeitsprozessen kann dem Verlust an Arbeitskräften entgegenwirken, sie verringert zugleich die Nachfrage nach Geringqualifizierten.
- Die Arbeitswelten werden von immer rascheren Geschäfts- und Prozessabwicklungen bestimmt. Demgegenüber steht das als „Halbwertszeit des Wissens“ bezeichnete Phänomen als Ausdruck des Verlustes fachspezifischen Wissens: Der Wert einmal erreichter Personalqualifizierung verfällt rascher.
- Die Lernfähigkeit im Alter wird in Unternehmen noch immer als geringer bzw. schwächer angenommen. Die einschlägigen Wissenschaften haben dies widerlegt. Die betriebliche Anerkennungskultur von Erfahrung und Wissen ist – wenn überhaupt – eher nur gering ausgeprägt. Die Entwicklung bzw. Erhaltung kompetenter Mitarbeiter wird dabei gleichbedeutend werden mit der Weitergabe von Wissen über die Mitarbeitergenerationen.
- Die Arbeitsprozesse und Rollen werden zunehmend auch nach ihrer Machbarkeit im Alter hinterfragt werden müssen.

### Integrationsherausforderungen
Nach dem Zensus 2011 leben in Deutschland 6 Millionen Ausländer und weitere 9 Millionen Deutsche mit Migrationshintergrund. Das multiethnische Segment der Gesellschaft stellt 19 % der Gesamtbevölkerung und wird sich in den nächsten Jahrzehnten weiter vergrößern.
Migranten leben vor allem in den Großstädten und Ballungszentren der alten Bundesländer. Hohe Migrantenanteile hatten im Jahr 2007 die Städte Frankfurt am Main (42 %), Augsburg (40 %), Nürnberg (38 %) und Stuttgart (37 %). Von den Kindern unter sechs Jahren hatten in diesen Städten 57–68 % mindestens einen Elternteil mit Migrationshintergrund.
Folgende vier Herkunftsländer stellten 2011 die meisten Migranten in Deutschland (in der Reihenfolge der Häufigkeit): Türkei, Ex-Jugoslawien, Italien, Polen.
Migranten haben in Deutschland relativ schlechte Lebenschancen. Während 6 % der Deutschen auf Transferleistungen angewiesen sind, beträgt der Anteil bei Ausländern 15 %. Diese Kluft ist in Deutschland stärker ausgeprägt, als in den europäischen Nachbarländern.
Die Akzeptanz von Migranten hat in der westdeutschen Bevölkerung in den letzten Jahrzehnten kontinuierlich zugenommen. 2010 gaben zwei Drittel der Migranten an, bei der Arbeit oder bei Behörden keine Benachteiligung erfahren zu haben. Für den Nachbarschaftsbereich sehen das drei Viertel der Befragten so.
Die Zahl der Personen, die sich als Ausländerfeinde sehen, ist in Westdeutschland von 2002 bis 2012 von 24 % auf 22 % zurückgegangen. In Ostdeutschland ist er im gleichen Zeitraum von 30 auf 38 % gestiegen.
Aufgrund der Alterung und Schrumpfung der Bevölkerung ist Deutschland auf Zuwanderung angewiesen. Integration bleibt eine fortwährende Aufgabe, um den Menschen mit Migrationshintergrund eine angemessene Teilhabe am wirtschaftlichen, sozialen, kulturellen und politischen Leben zu ermöglichen.

## Maßnahmen

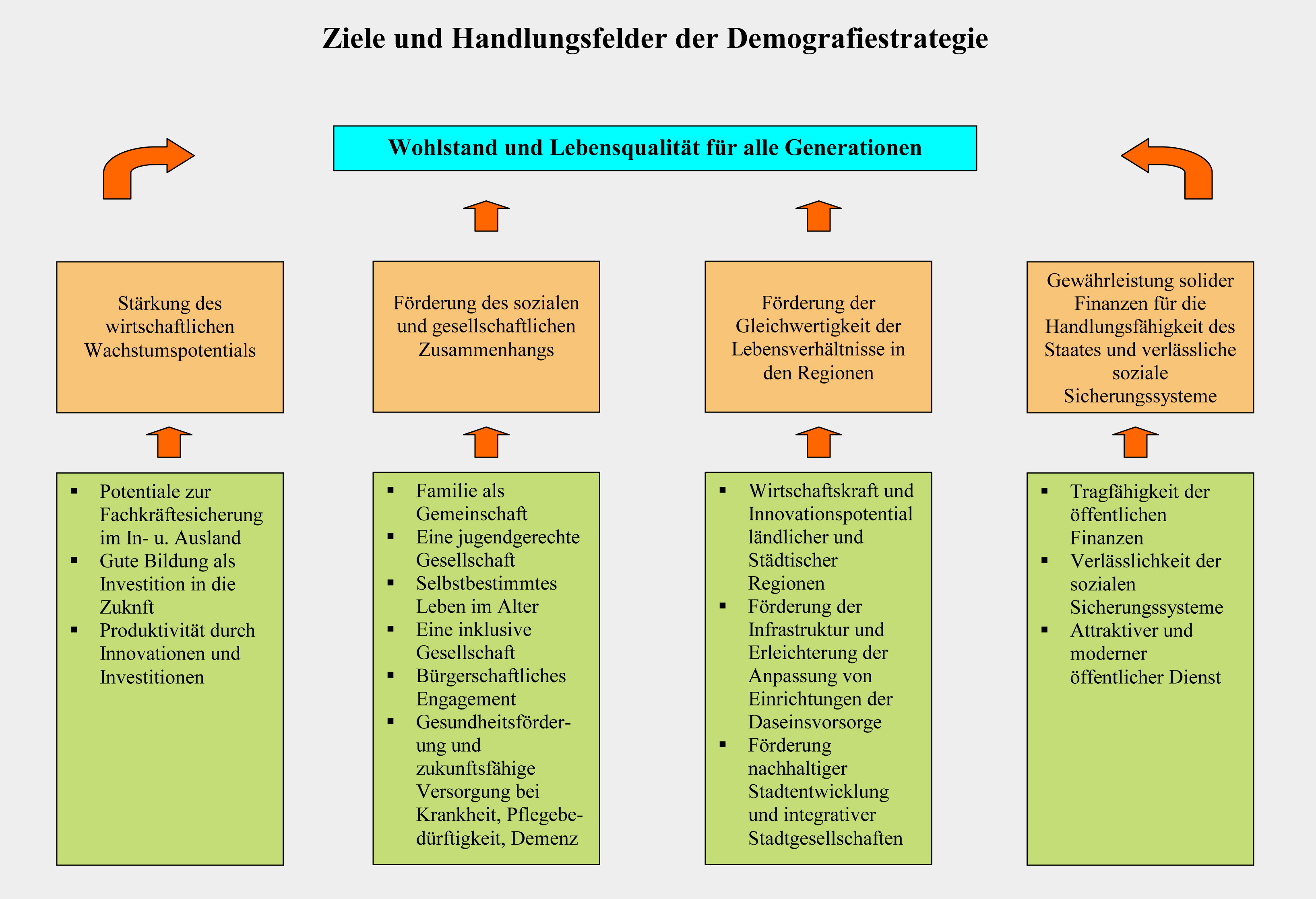
Darstellung der demografischen Ziele und Handlungsfelder 2022

Im Deutschen Bundestag bestand von 1992 bis 2004 eine Enquete-Kommission Demographischer Wandel, die für den Bundestag die Zahlen der Bevölkerungsentwicklung aufbereitete und bewertete, welche gesellschaftlichen, ökonomischen und sozialen Auswirkungen für alle Generationen sich daraus ergeben. Sie erarbeitete dazu Empfehlungen für politische Entscheidungen.
Im Jahr 2009 beschloss die Bundesregierung, eine Demografiestrategie zu entwickeln, 2012 fand ein Demografiegipfel statt. Es wurden Arbeitsgruppen gebildet, das Motto lautet seitdem: „Jedes Alter zählt“.
Folgende strategische Ziele werden verfolgt:
- das wirtschaftliche Wachstumspotenzial stärken
- den sozialen und gesellschaftlichen Zusammenhalt fördern
- die Gleichwertigkeit der Lebensverhältnisse in den Regionen fördern
- solide Finanzen gewährleisten – für die Handlungsfähigkeit des Staates und die Verlässlichkeit der sozialen Sicherungssysteme[21]

### Kommunale Demografiepolitik
Städte und Gemeinden begannen damit, zu den potenziellen Folgen des demografischen Wandels strategische Konzepte und politisch abgestimmte Ziele zu entwickeln. Die Ausgewogenheit des Generationenverhältnisses soll mittels Aktivitäten kommunaler Familienpolitik erhalten werden. Kommunale Infrastruktur muss dem steigenden Anteil älterer Menschen Rechnung tragen.
Die Stadt Bielefeld hat 2004 als erste bundesdeutsche Kommune eine Stabsstelle Demographische Entwicklungsplanung im Dezernat des Oberbürgermeisters eingerichtet, damit die Bevölkerungsentwicklung bei allen städtischen Planungen berücksichtigt wird. Die Aufgabe der Demografiebeauftragten Susanne Tatje ist es u. a., fachbereichsübergreifend bei künftigen Entscheidungen auf den Aspekt der demografischen Entwicklung hinzuweisen und ein Konzept für die Stadt zu erarbeiten und fortzuschreiben.
Die Stadt Langenfeld steuert die Auswirkungen der demografischen Entwicklung bereits seit 2002. In den vergangenen 12 Jahren beschäftigte sich der Rat der Stadt Langenfeld auf Betreiben der 1. Beigeordneten und Demografiebeauftragten Marion Prell in drei Grundsatzentscheidungen mit den steuerungsrelevanten Auswirkungen der demografischen Entwicklung in Langenfeld: 2003, 2007 und 2010.
Während sich zu Beginn die Aktivitäten vorrangig auf ältere und alte Mitbürger bezogen (Einrichtung des „seniorenfreundlichen Rathauses“ 2004, Gründung des Netzwerkes Senioren 2004, Gründung des Netzwerkes Demenz 2005, Einrichtungen einer Freiwilligenagentur unter städtischer Trägerschaft 2005, Gründung einer Seniorenmesse 2006 u. v. a. m.), werden die Steuerungsmechanismen seit 2007 interdisziplinär und intergenerationell entwickelt und umgesetzt. Die strikte Unterteilung in Fachbereiche wurde im Bereich der demografierelevanten Angelegenheiten aufgegeben. Sämtliche Verwaltungs- und Politikbereiche werden durch eine Koordinationsstelle gebündelt, aufeinander abgestimmt und gesteuert. Die Handlungsfelder reichen von Stadtentwicklung, Bauen, Verkehr, Mobilität, Kultur, Bildung über die Geschäftsfelder: Kinder/Jugend//Familie/Schule/Sport bis hin zu den eigentlichen Sozial- und Seniorenangelegenheiten. Im Rahmen des Projektes „Junge...Alternative“ entwickeln nahezu 100 Bündnispartner generationsübergreifende Angebote. Seit 2013 steht unter dem Stichwort „Quartiersentwicklung“ die Entwicklung der sechs Stadtteile im Fokus. Dem aus mehreren Bevölkerungsbefragungen erkennbaren Wunsch nach einem möglichst langen Verbleiben im bekannten Wohnumfeld folgend soll der Grundsatz „ambulant vor stationär“ mit Leben gefüllt werden.

### Studienangebot zum demografischen Wandel
Die Universität Rostock bietet einen Masterstudiengang in Demografie sowie den Promotionsstudiengang Demografischer Wandel in Zusammenarbeit mit dem Max-Planck-Institut für demografische Forschung an. Dabei haben Studierende der Masterstudiengänge Demografie, Soziologie und Volkswirtschaftslehre die Option, bereits während ihres Masterstudiums Kurse des Promotionsstudiengangs zu belegen und die Masterarbeit als Exposé für ihre geplante Dissertation anrechnen zu lassen (integrierter Promotionspfad).
Seit 2009 existiert an der Universität Stuttgart der Studiengang Integrierte Gerontologie, der sich explizit mit allen Facetten des demografischen Wandels befasst. Der berufsbegleitende Masterstudiengang verbindet dabei gerontologische Fragestellungen mit ingenieur-, sozial- und verhaltenswissenschaftlichen Inhalten. Mit Hilfe dieser vom Ministerium für Wissenschaft, Forschung und Kunst Baden-Württemberg geförderten Weiterbildung versucht die Universität Stuttgart der Problematik des demografischen Wandels frühzeitig zu begegnen. Die durch die Mitwirkung zahlreicher Institute und des Robert-Bosch-Krankenhauses geschaffene Interdisziplinarität stellt sicher, dass die Absolventen ganzheitliche Lösungsstrategien für die verschiedensten Bereiche von Politik über Verwaltung, Tourismus, Medien, Einzelhandel oder Personalmanagement bereitstellen können.
An der Fachhochschule Dortmund wird der Masterstudiengang Soziale Nachhaltigkeit und demografischer Wandel angeboten.

### Schülerprojekt in Bayern
In rund einem Viertel der 71 bayerischen Landkreise hat das Projekt „Bevölkerungsentwicklung meiner Gemeinde“ Fuß gefasst, das den demografischen Wandel auf Gemeindeebene untersucht. In das Projekt sind Schüler aller Schulformen integriert. Unter Anleitung erstellen die Schüler Bevölkerungsprognosen für die eigene Gemeinde über die nächsten 25 Jahre und stellen sie in der Kommune vor. Die Gemeindeergebnisse und das Landkreisergebnis als Summe der Gemeindeergebnisse werden dann auf der Homepage des Landkreises dargestellt. Als erster Landkreis hat der Landkreis Hof die Ergebnisse auf seiner Homepage eingestellt.

### Arbeitswelt
Mit finanzieller Förderung aus Mitteln des Europäischen Sozialfonds (ESF), des Bundesministeriums für Arbeit und Soziales und mehrerer Bundesländer sind seit 2005 zahlreiche betriebliche Demografieprojekte entwickelt worden. Es wurden Demografieberater ausgebildet und vernetzt, die die Unternehmen bei der Implementierung einer demografiesensiblen Personalentwicklung beraten. Parallel dazu beforscht das Bundesministerium für Bildung und Forschung insbesondere die Konsequenzen des demografischen Wandels für die Arbeitsgestaltung und die unternehmerische Innovationsfähigkeit mit einem eigenen Förderschwerpunkt.
Studien und Befragungen, wie im Auftrag der Handelskammer Hamburg, haben ergeben, dass viele Personalleiter den demografischen Wandel als eine besondere Herausforderung für ihre Unternehmen sehen.
Zahlreiche Unternehmen in Deutschland haben 2006 ein Demografie-Netzwerk als gemeinnützigen Verein gegründet, um die Arbeits- und Beschäftigungsfähigkeit älter werdender Beschäftigter zu fördern.